# Ernst Kornemann

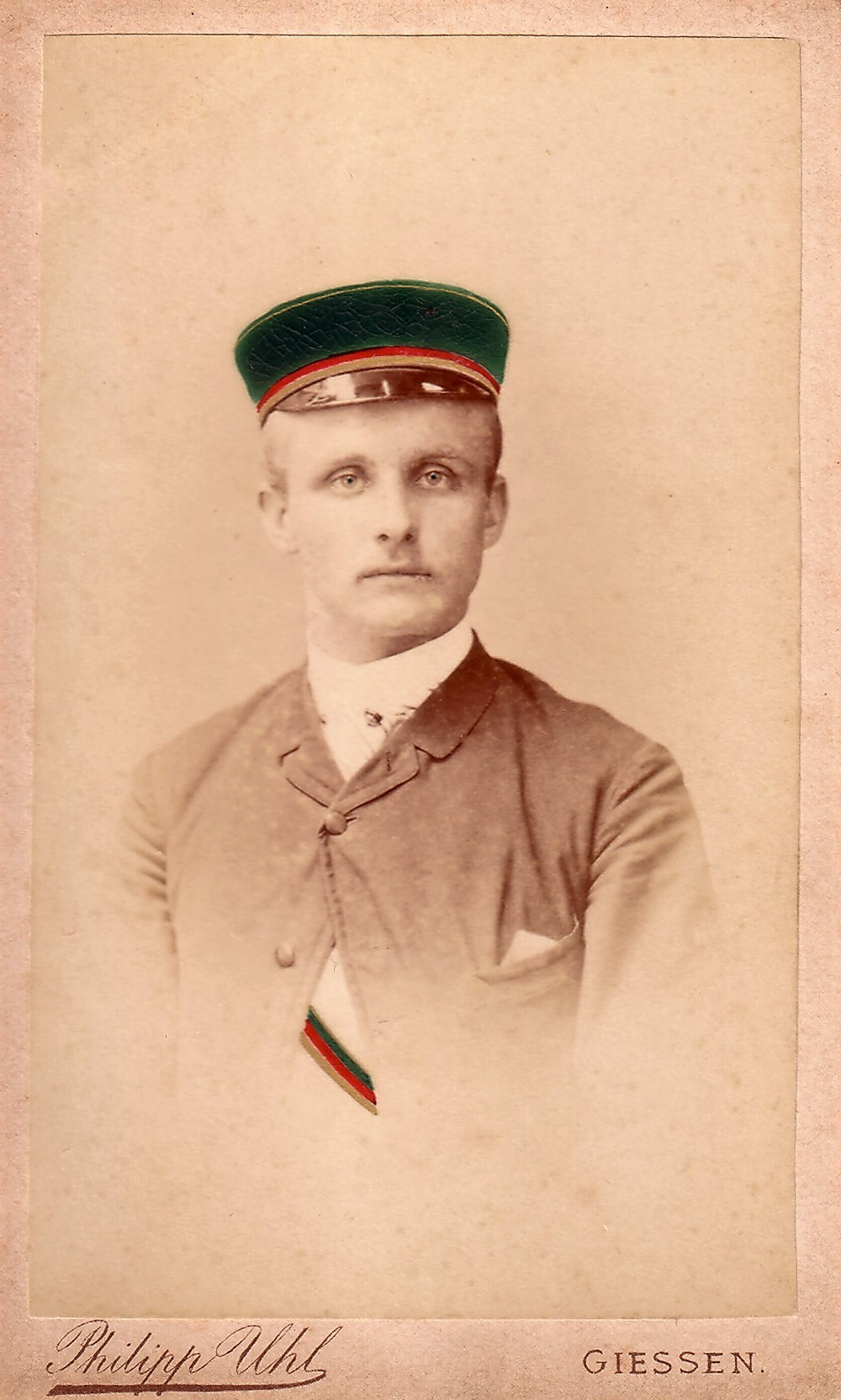
Ernst Kornemann (1889)

Ernst Kornemann (Rosenthal (Hessen), 11 oktober 1868 - München, 4 december 1946) was een Duits oudhistoricus.

## Levensloop
Ernst Kornemann studeerde af aan de Universiteit van Gießen. Aan de Humboldtuniversiteit te Berlijn kreeg hij les van Theodor Mommsen, die hem enorm beïnvloedde. In 1902 werd hij hoogleraar in de klassieke oudheid en daarna 1910/1911 was hij decaan van de Faculteit der Letteren aan de Eberhard Karls-Universiteit Tübingen.
Samen met Carl Friedrich Lehmann-Haupt richtte hij het tijdschrift Klio op, een vaktijdschrift in klassieke studies.
Ernst Kornemann schreef meerdere werken over het Romeinse Rijk, meer bepaald over het Romeinse bestuurlijk systeem, zoals de Colonia en municipium. Kornemann werd  vooral bekend bij een breed publiek door zijn tweedelig werk Romeinse geschiedenis (1938-1939). Hij was ook een van de eerste die het belang van het jaar 476, als het einde van de oudheid en het begin van de middeleeuwen in twijfel trok.
Hij eindigde zijn carrière in 1936 aan de Universiteit van Breslau.

## Werken
- 1891 De civibus Romanis in provinciis imperii consistentibus.[1]
- 1896 Die historische Schriftstellerei des Consuls Asinius Pollio.[1]
- 1903 Zur Geschichte der Graechenzeit.[1]
- 1904 Die neue Livius-Epitome aus Oxyrhynchus.[1]
- 1905 Kaiser Hadrian und der letzte grosse Historiker von Rom.[1]
- 1912 Priesterkodex in der Regia und die Entstehung der altrömische Pseudogeschichte.[1]
- 1921 Mausoleum und Tatenbericht des Augustus, Leizpg: Teubner.
- 1923 Einleitung in die Altertumswissenschaft (edited by Alfred Gercke and Eduard Norden; Bd. 3, Halbband 2).
- 1926 Vom antiken Staat, Berlin: Ferdinand Hirt.
- 1927 Die Stellung der Frau in der vorgriechischen Mittelmeerkultur, Heidelberg: C. Winter.
- 1929 Staat und Wirtschaft, Breslau: M.& H. Marcus.
- 1929 Neue Dokumente zum lakonischen Kaiserkult, Breslau: M.& H. Marcus.
- 1930 Doppelprinzipat und Reichsteilung im Imperium Romanum, Leipzig: Teubner.
- 1934 Staaten, Völker, Männer, Leipzig: Dieterich.
- 1934 Die unsichtbaren Grenzen des Römischen Kaiserreiches, Budapest: Ungarische Akademie der Wissenschaften.
- 1937 Augustus, Breslau: Priebatsch's Buchhandlung.
- 1941 Das Imperium Romanum, Breslau: Korn.
- 1942 Große Frauen des Altertums, Leipzig: Dieterich.
- 1943 Gestalten und Reiche, Leipzig: Dieterich.
- 1946 Tacitus, Wiesbaden: Dieterich.
- 1947 Das Prinzipat des Tiberius und der "Genius Senatus", München: Verlag der Bayerischen Akademie des Wissenschaften.
- 1949 Weltgeschichte des Mittelmeerraumes. Von Philipp II. von Makedonien bis Muhammed, edition of Hermann Bengtson (Teilabdruck 1978: Geschichte der Spätantike).